# 米哈伊柳基
48°59′26″N 39°17′53″E / 48.99056°N 39.29806°E

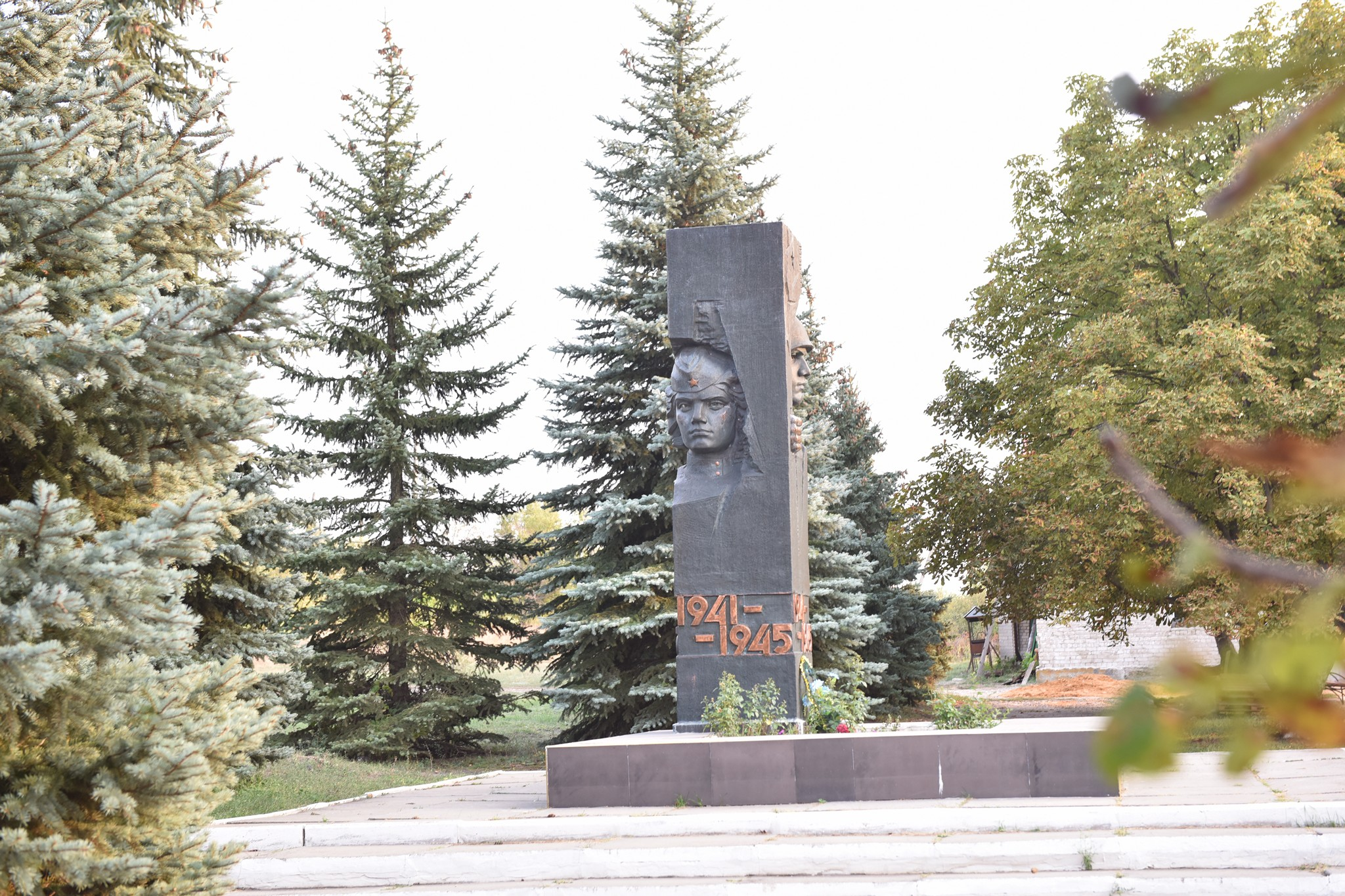
苏联烈士墓

米哈伊柳基（烏克蘭語：Михайлюки）是位於烏克蘭東部的村莊，由盧甘斯克州夏斯季耶区的新艾達爾市鎮負責管轄。該村始建於1707年，面積2.85平方公里，海拔高度102米，2001年人口458，人口密度每平方公里160.7人。